# Truierlands

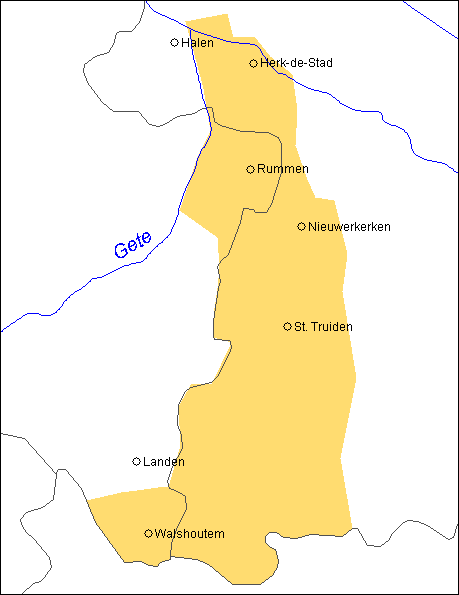
Het Truierlands dialectgebied.

Truierlands (ook Sintruins, Sint-Truiderlands of Oostgetelands genoemd) is de verzamelnaam voor een groep taalkundig min of meer Limburgse dialecten die worden gesproken in het westen van de Belgische provincie Limburg en enkele plaatsen in het uiterste oosten van de provincie Vlaams-Brabant, ruwweg in het gebied van Herk-de-Stad, Nieuwerkerken, Rummen, Sint-Truiden, Gingelom, Walshoutem en Walsbets.
Het Truierlands vormt een overgangsdialect tussen het West-Limburgs en het Vlaams-Brabants.

## Afbakening
In het westen wordt het Truierlands afgebakend door de Getelijn van het Getelands en in het oosten is het door de betoningslijn afgescheiden van het West-Limburgs.

## Kenmerken
Kenmerkend voor het Truierlands is het gebruik van de limburgse meervoudsumlaut. Het meervoud van pot is pöt, ten westen van het Truierlands gebruikt men potte. 
In het hele gebied zegt men voor het Nederlandse je het Brabantse gij, wat uitgesproken wordt als dzjé.

## Status
Het Truierlands is een bedreigd dialect.